# Su-9

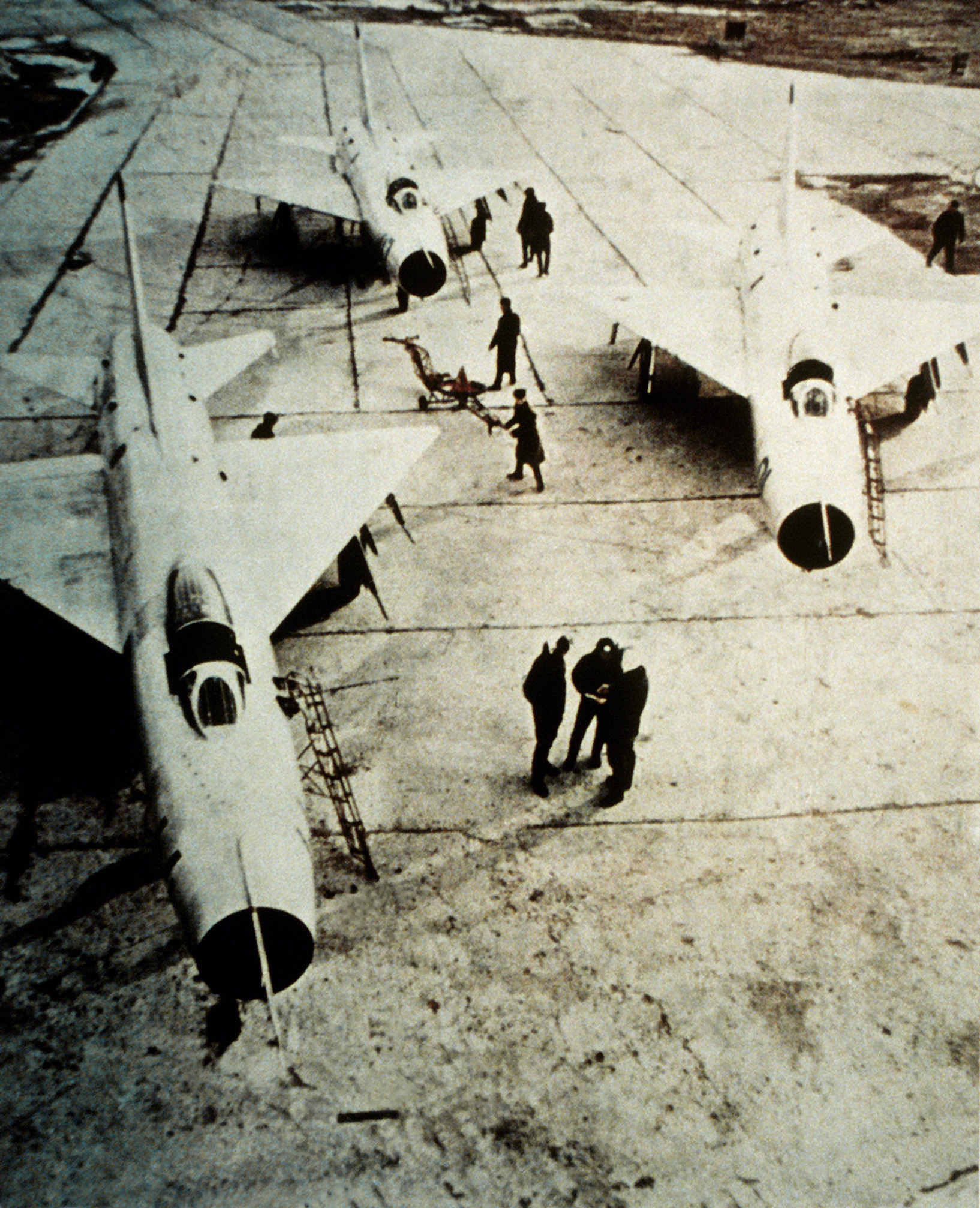
Su-9 na lotnisku

Su-9 (ros. Су-9) – radziecki odrzutowy myśliwiec przechwytujący, skonstruowany pod koniec lat 50. w biurze konstrukcyjnym Suchoja. W kodzie NATO oznaczony był jako Fishpot. Su-9 był podstawowym radzieckim myśliwcem przechwytującym lat 60.

## Historia powstania

### T-3
Konstrukcja Su-9 bierze swój początek z projektu myśliwca T-3 ze skrzydłami w układzie delta. W 1953 radzieckie władze zorganizowały biuro konstrukcyjne OKB-1 Pawła Suchoja (od 1954 – OKB-51) oraz zleciły mu zaprojektowanie myśliwca przechwytującego i myśliwca frontowego (odbierając tym samym biuru MiG uzyskaną przez nie w 1949 pozycję faktycznego monopolisty w dziedzinie konstrukcji myśliwców). Efektem było powstanie zbliżonych do siebie projektów samolotów napędzanych nowym mocnym silnikiem AL-7F konstrukcji Archipa Lulki – myśliwca przechwytującego T-3 ze skrzydłem w nowym układzie delta i myśliwca frontowego S-1 ze skrzydłem skośnym (późniejszego Su-7). Początkowo pracowano także nad myśliwcem frontowym T-1 ze skrzydłem delta, lecz projekt ten zarzucono (w oznaczeniach litera T oznaczała skrzydło trójkątne, S – skośne).
Prototyp T-3 zbudowano w marcu 1956 i oblatano 26 maja 1956, po czym od razu 24 czerwca zaprezentowano wraz z S-1 na paradzie lotniczej w Tuszynie. T-3 był wyposażony w stację radiolokacyjną Ałmaz-3 z charakterystyczną anteną w spiczastej osłonie w górnej części wlotu powietrza z przodu kadłuba samolotu oraz drugą mniejszą anteną poniżej. Miał być uzbrojony w 2 pociski powietrze-powietrze K-7 lub K-6. Samolot jednak nie uzyskał zakładanych osiągów – prędkość maksymalna wynosiła ok. 1930 km/h, a pułap 18 300 m. Wzrosła masa konstrukcji, problemy stwarzał nowy niedopracowany silnik, a nieregulowany wlot powietrza nie był optymalny dla dużych prędkości. W czerwcu 1957 oblatano drugi ulepszony prototyp (oznaczenie zakładowe PT-7), z radarem Ałmaz-7. Równocześnie z budową drugiego prototypu zdecydowano wdrożyć T-3 do produkcji seryjnej (pod oznaczeniem zakładowym PT-8) i jeszcze w 1957 zbudowano trzy przedseryjne samoloty. Rozpoczęto następnie produkcję małej serii T-3 (PT-8).

### T-43
Na skutek lotów amerykańskich samolotów szpiegowskich U-2 nad ZSRR, zlecono konstruktorom prace nad zwiększeniem pułapu myśliwców przechwytujących, do czego droga prowadziła przez zastosowanie mocniejszych silników. W celu przetestowania nowego silnika Lulki AL-7F-1 (o nieco większej średnicy) i przyspieszaczy rakietowych (z których jednak zrezygnowano), a także naddźwiękowego wlotu powietrza z regulowanym centralnym stożkiem, zbudowano na bazie T-3 doświadczalny samolot T-43. Został on oblatany 10 października 1957 (pilot Władimir Iliuszyn). Wysokie osiągi samolotu – prędkość 2200 km/h (Ma=2,06) i pułap 21 500 m spowodowały, że władze zleciły dalsze prace nad zastosowaniem w projekcie T-3 silnika AL-7F-1 z wlotem powietrza z regulowanym stożkiem i mieszczącą się w nim stacją radiolokacyjną. Zdecydowano zastosować nową stację radiolokacyjną CD-30, współpracującą z przyjętymi już na uzbrojenie pociskami rakietowymi rodziny K-5. Ze stożkiem wlotowym, samolot miał sylwetkę bardzo podobną do opracowanego w tym samym czasie mniejszego MiG-21, szczególnie w widoku od góry.

### Su-9
Samolot T-3 z pociskami K-5MS miał tworzyć, wraz z półautomatycznym systemem naprowadzania z ziemi Wozduch-1, cały kompleks przechwytujący, oznaczony T-3-51. Dalsze prace nad samolotem prowadzono jednak pod oznaczeniem T-43. Oprócz istniejącego już prototypu T-43, na prototypy przebudowano 5 seryjnych T-3. Od grudnia 1958 do 9 kwietnia 1960 prowadzono badania państwowe prototypów, wiążące się z koniecznością rozwiązania wielu problemów, w tym z wyeliminowaniem gaśnięcia silnika na skutek pompażu przez modyfikacje sterowania stożka wlotowego. 20 lipca 1959 doszło do katastrofy prototypu T-43-6 z niewyjaśnionych przyczyn. Utracony samolot zastąpił przebudowany z T-3 prototyp T-43-11, a później jeszcze jeden T-43-12, w którym zwiększono zapas paliwa. Podczas badań państwowych wykonano 407 lotów. Po próbach, kompleks przechwytujący T-3-51 został 15 października 1960 przyjęty na uzbrojenie, przy czym samolot otrzymał oficjalne oznaczenie Su-9, stacja radiolokacyjna: RP-9U, pociski: RS-2US, a cały kompleks Su-9-51.
Produkcję T-43 rozpoczęto w zakładzie nr 153 w Nowosybirsku jeszcze w 1958, w miejsce T-3 (PT-8). Su-9 produkowano w Nowosybirsku do 1962, a od 1959 do 1961 także w zakładzie nr 30 w Moskwie. W toku produkcji, wprowadzano kolejne ulepszenia według wyników badań, modyfikowano też wcześniejsze samoloty. Ogółem zbudowano ich nieco ponad 1000.
W drugiej połowie lat 60. dostosowano samoloty do przenoszenia pocisków R-55 (K-55) samonaprowadzających się na podczerwień, zmodyfikowano przy tym stację radiolokacyjną do wariantu RP-9UK. Wypróbowano także uzbrojenie Su-9 w bomby oraz, na początku lat 70., w podwieszany kontener UPK-23-250 z działkiem 23 mm, którego zastosowanie wymagało jednak rezygnacji z podwieszanych zbiorników paliwa i nie było popularne.

### Su-9U
W 1960 opracowano dwumiejscowy wariant szkolno-bojowy samolotu U-43. Miał on kadłub wydłużony o 60 cm dla wbudowania miejsca instruktora za kabiną pilota. Prototyp przebudowany z Su-9 został oblatany 25 stycznia 1961. Po badaniach państwowych, samolot przyjęto na uzbrojenie pod oznaczeniem Su-9U i w latach 1961-1962 zbudowano ich w moskiewskim zakładzie 50. Wersja ta przenosiła dwa pociski i zachowano na niej stację radiolokacyjną oraz inne wyposażenie.

### Dalsze projekty
Równolegle opracowanym do Su-9 rozwinięciem T-3 był T-47, przyjęty na uzbrojenie jako Su-11. Prowadzono też inne prace doświadczalne nad rozwinięciem samolotu T-3, w wyniku których zbudowano prototypy T-5 (dwa silniki R-11F-300, oblatany 18 lipca 1958) i T-49 (z bocznymi wlotami powietrza w nosie, po bokach stożkowej osłony stacji radiolokacyjnej, zbudowany w 1959), lecz prac tych nie kontynuowano. W 1967 jeden Su-9 przebudowano na doświadczalny samolot 100Ł w celu testowania formy skrzydła dla bombowca naddźwiękowego T-4.

## Użycie
Pierwsze T-43 trafiły do jednostek już w czerwcu 1959, przed zakończeniem prób, zaczynając od pułku stacjonującego w okolicach zakładu nr 153, dla łatwiejszego zabezpieczenia ich eksploatacji i wnoszenia ulepszeń. Do końca 1959 ponad 150 samolotów ze 163 wyprodukowanych trafiło do jednostek. W lipcu 1961 Su-9 zaprezentowano na paradzie lotniczej w Tuszynie. W połowie lat 60. stanowiły uzbrojenie ok. 30 pułków wojsk obrony powietrznej, m.in. o numerach 28, 61, 90, 136, 179, 191, 201, 350, 393, 415, 790, 894.
Su-9 miał dobre charakterystyki lotne, rozpędzał się szybko, lecz miał szereg właściwości odmiennych od innych samolotów, zwłaszcza dość trudnym elementem było lądowanie. Wejście Su-9 do służby wiązało się ze znacznym przeskokiem technicznym jednostek latających dotąd głównie na poddźwiękowych myśliwcach MiG-17, a także z koniecznością opanowania bardziej zaawansowanej technologii przez zakłady je produkujące. W połączeniu z niedopracowaniem części systemów samolotu, głównie zespołu napędowego, spowodowało to nadmierną liczbę wypadków, zwłaszcza w latach 1961-1963 (ponad 20) i początkowo niski stopień gotowości samolotów. Pod koniec lat 60. zdołano obniżyć awaryjność samolotów do przeciętnego poziomu.
Promień działania bojowego Su-9 wynosił początkowo 320–450 km, lecz następnie po zwiększeniu zapasu paliwa wzrósł do 430–600 km. Samolot mógł być naprowadzany z ziemi według komend systemu Wozduch-1, za pomocą radiolinii Łazur (ARŁ-S). Kompleks uzbrojenia jednak szybko przestał być nowoczesny z uwagi na słabe parametry stacji radiolokacyjnej i naprowadzanych w wiązce prowadzącej pocisków RS-2US – mogły one zwalczać cele jedynie z tylnej półsfery i miały niewielki zasięg, a ich naprowadzanie wymagało utrzymania celu na kursie samolotu aż do trafienia pocisku. Pociski te nadawały się przede wszystkim do zwalczania bombowców na średnich i dużych wysokościach, natomiast nie nadawały się do walki manewrowej. Przewidziano także zwalczanie przez nie szybkich pocisków skrzydlatych (w tym celu opracowano taktykę wystrzeliwania rakiet, gdy pocisk wyprzedził samolot). Jedynie nieco nowocześniejsze były pociski R-55 naprowadzane termicznie pasywnie (pochodne RS-2US z nową głowicą).
Pierwsze użycie bojowe Su-9 miało miejsce 9 kwietnia 1960, podczas próby przechwycenia samolotu U-2, lecz na skutek błędów przy naprowadzaniu i nie wypracowania jeszcze techniki przechwytywania celów wysoko lecących (wymagającej odpowiedniego profilu lotu dla nabrania wysokości), para Su-9 przeszła znacznie pod celem. Podczas lotu U-2 Francisa Gary'ego Powersa 1 maja 1960, w jego rejonie znajdował się tylko jeden nieuzbrojony Su-9 transportowany z fabryki, który podjął mimo to próbę przechwycenia, lecz bezskutecznie (Powers został później zestrzelony rakietą przeciwlotniczą).
Znane są przypadki lądowania „na brzuchu” na śniegu prawie nieuszkodzonego samolotu, po katapultowaniu się z niego pilota. Taki przypadek miał miejsce 11 czerwca 1964 po awarii układu sterowania i opuszczeniu maszyny przez pilota. Następnego dnia samolot odnaleziono w odległości 32 km od lotniska z niewielkimi tylko uszkodzeniami, stojący w stepie na pogiętych podwieszanych zbiornikach paliwa. Według komisji badania wypadków lotniczych samolot przyziemił, nawet nie zużywszy całego paliwa, przy prędkości około 400 km/h dobieg wyniósł 250 m. Samolot uznano za całkowicie nadający się do remontu i w efekcie zdarzenie zostało zakwalifikowane jako awaria, a nie wypadek.
W latach 60. Su-9 był najszybszym myśliwcem radzieckim, do pojawienia się MiG-25. W latach 1959–62 na zmodyfikowanym T-43-1 (oznaczonym dla celów rekordowych T-431) ustanowiono dwa rekordy światowe wysokości (w tym wysokości absolutnej 28 852 m) i rekord prędkości, a w 1960 na seryjnym T-43 (oznaczonym T-405) rekord prędkości.
W 1964 w trzech pułkach (393, 790, 191) Su-9 zastąpiono przez Su-11. Pod koniec lat 60. w trzech dalszych pułkach Su-9 zastąpiono przez Tu-128, na większą skalę zaczęto je zastępować nowszymi samolotami MiG-25P i Su-15 na początku lat 70. Od drugiej połowy lat 70. Su-9 były masowo wycofywane z jednostek i zastępowane przez przechwytujące wersje MiG-23, proces ten zakończono w 1981. Następnie samoloty Su-9 zostały skasowane.

## Opis konstrukcji
Jednomiejscowy średniopłat o konstrukcji całkowicie metalowej, w układzie klasycznym płatowca. Kadłub o konstrukcji półskorupowej i przekroju okrągłym (średnica środkowej części 1550 mm, największa – ogonowej do 1634 mm). Skrzydła trójkątne o skosie 60° i wznosie ujemnym 2°, dwudźwigarowe. Usterzenie klasyczne, skośne, stery wysokości płytowe. Z przodu kadłub wlot powietrza do silnika z centralnym regulowanym stożkiem, rozdzielający się pionową przegrodą na dwa kanały wzdłuż burt. Kabina pilota hermetyzowana, w przedniej części kadłuba. Kabina zakryta oszkloną osłoną, składającą się ze stałego wiatrochronu z płaską przednią szybą pancerną i otwieranej wypukłej osłony nad pilotem. Kabina wyposażona w fotel wyrzucany KS-1 lub KS-2 (minimalna wysokość 150 m, prędkość 500 km/h). Silnik odrzutowy w środkowej i tylnej części kadłuba. W ogonowej części kadłuba hamulce aerodynamiczne w formie 4 odchylanych klap. Podwozie samolotu trójkołowe, z pojedynczymi kołami, przednie chowane do kadłuba w kierunku do przodu, główne chowane do skrzydeł w kierunku kadłuba. W ogonowej części spadochron hamujący.
Wyposażenie (główne): stacja radiolokacyjna RP-9U (później RP-9UK), radiostacja RSIU-W, radiokompas ARK-5, radiolinia Łazur (ARŁ-S), system identyfikacji swój-obcy SRZO-2M.
Napęd: silnik turboodrzutowy ze sprężarką osiową i dopalaczem AL-7F-1 o ciągu 6800 kG (9600 kG z dopalaniem). Paliwo w zbiornikach w kadłubie i skrzydłach o pojemności łącznie 3780 l (na wczesnych samolotach 3060 l), ponadto samolot przenosił dwa podwieszane zbiorniki pod kadłubem o łącznej pojemności 1200 l.
Uzbrojenie: stałego brak, 4 belki pod skrzydłami do podwieszenia pocisków powietrze-powietrze RS-2US naprowadzanych półaktywnie radiolokacyjnie lub R-55 samonaprowadzanych termicznie (typowy zestaw: 2 x RS-2US, 2 x R-55).

## Dane lotno-taktyczne
- wymiary:
  - długość: 18,06 m
  - rozpiętość: 8,54 m
  - wysokość: 4,82 m
  - powierzchnia nośna: 34 m²
- masy:
  - masa własna: 7675 kg
  - masa normalna startowa: 11 422 kg
  - masa maksymalna startowa: 12 515 kg
- prędkość maksymalna: 2230 km/h (>2 Ma)
- prędkość wznoszenia: do 200 m/s
- pułap praktyczny: 20 000 m
- zasięg: 1260 km (1710 ze zbiornikami podwieszanymi)